# 도시테이 오브라도비치

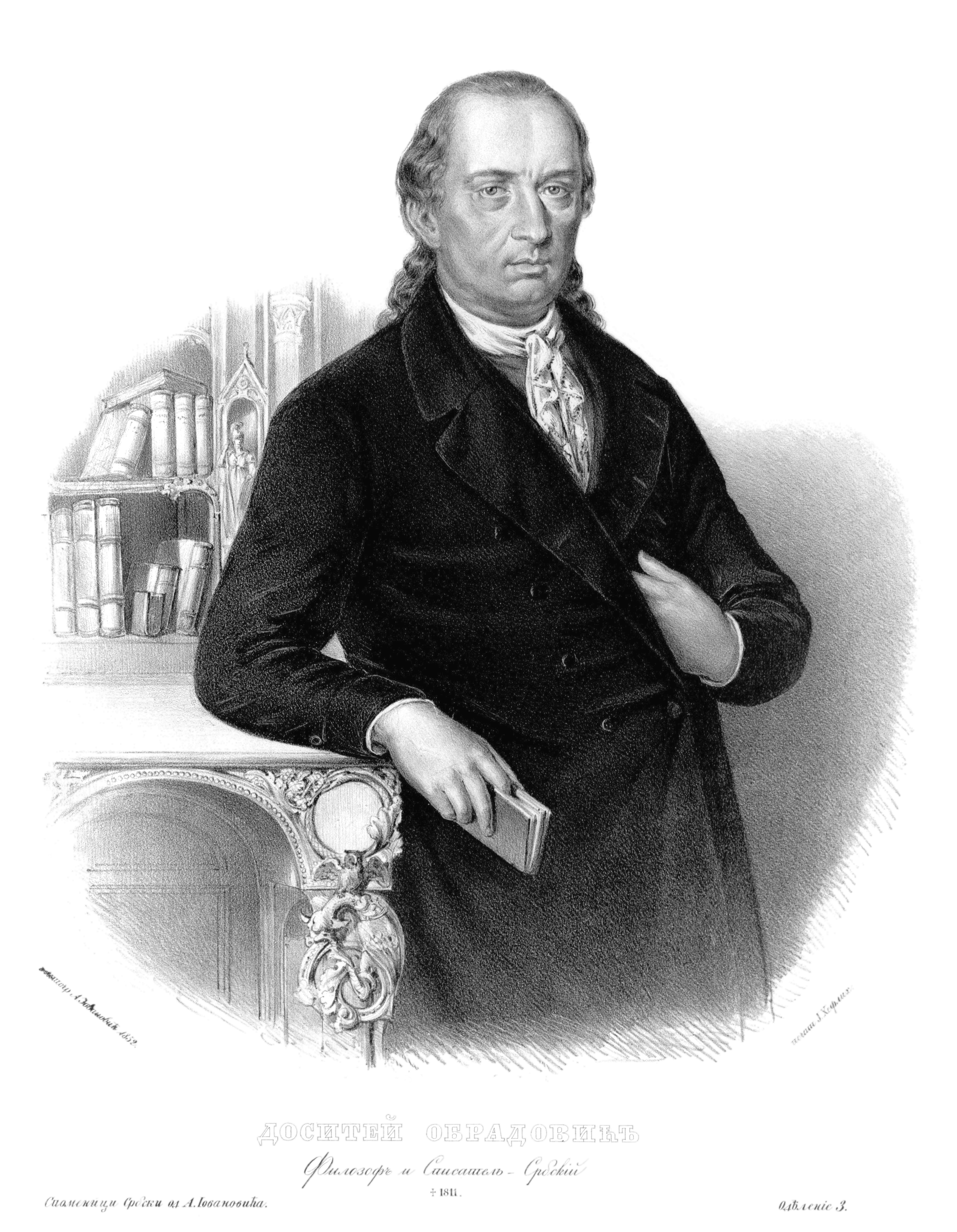
도시테이 오브라도비치

도시테이 드미트리예 오브라도비치(세르비아어: Dositej (Dositheus) Dimitrije Obradović/Доситеј Обрадовић, 1742년 2월 17일? - 1811년)는 세르비아의 저자, 작가, 번역가이다.
오브라도비치는 1742년에 바나트지방의 차코보 마을(Čakovo, 지금의 치아코바)에서 태어났다. 1757년 2월 17일에 오브라도비치는 호포보 수도원의 세르비아 정교회 수도사가 되었고, 이름도 도시테이/도시테우스(Dositej/Dositheus)라고 붙여졌다. 1760년 11월 2일까지 거기서 지냈다. He travelled Europe and Asia Minor for forty years after that. 오브라도비치는 알바니아 달마티아, 코르푸, 그리스, 헝가리, 터키, 독일, 루마니아, 프랑스, 러시아, 잉글랜드, 이탈리아를 여행했다. 나중에 마지막으로 베오그라드로 가서 죽었다.
오브라도비치는 세르비아어와 루마니아어로 글을 썼고 고전 그리스어, 라틴어, 현대 그리스어, 독일어, 영어, 프랑스어, 러시아어, 알바니아어, 이탈리아어를 배웠다.

## 작품
- 〈Pisma Haralampiju〉, 1783년
- 〈Život i priključenija〉, 1783년; 1788년 두 번째 부분이 'Basne'의 부록으로 출간됨
- 〈Sovjeti zdravago razuma〉, 1784년
- 〈Basne〉, 1788년
- 〈Pesma o izbavljenju Srbije〉, 1789년
- 〈Sobranije〉, 1793년
- 〈Etika〉, 1803년
- 〈Pesma na insurekciju Serbijanov〉, 1804년
- 〈Mezimac〉, 1818년
- 〈Ižica〉, 1770년

## 같이 보기
- 계몽시대